# Proces w Sarajewie

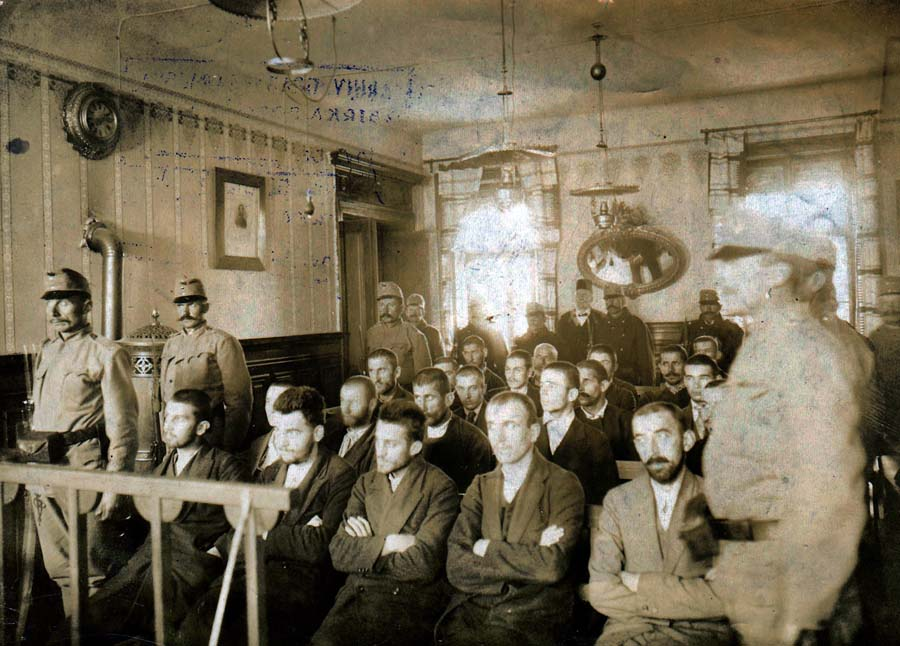
Proces w Sarajewie

Proces w Sarajewie – proces, który odbył się 12–29 października 1914 roku. Przed austriackim sądem stanęli zabójca arcyksięcia Franciszka Ferdynanda i jego żony Zofii von Chotek, oraz inni członkowie i sympatycy organizacji Czarna Ręka, łącznie 25 osób. 
Zapadły wyroki:
- Gawriło Princip − 20 lat więzienia[1]
- Trifko Grabež − 20 lat więzienia[1]
- Nedeljko Čabrinović − 20 lat więzienia[1]
- Danilo Ilić − kara śmierci[1]
- Veljko Cubrilović − kara śmierci
- Misko Jovanović − kara śmierci
- Jakov Milović − kara śmierci, kara zamieniona na dożywotnie więzienie
- Nedjo Kerović − kara śmierci, kara zamieniona na 20 lat więzienia
- Mitar Kerović − dożywotnie więzienie
- Vaso Čubrilović − 16 lat więzienia
- Cvetko Popović − 13 lat więzienia[1]
- Lazar Djukić − 10 lat więzienia
- Ivo Kranjeević − 10 lat więzienia
- Cvijana Stjepanović − 7 lat więzienia
- Branko Zagorac − 3 lat więzienia
- Marko Perin − 3 lat więzienia
- Jovan Kerović − uniewinnienie
- Ivan Mimcinović − uniewinnienie
- Franjo Sadilo − uniewinnienie
- Angela Sadilo − uniewinnienie
- Blagoj Kerović − uniewinnienie
- Obren Milosević − uniewinnienie

Muhamed Mehmedbašić jako jedyny zbiegł do Królestwa Czarnogóry i nie został postawiony przed sądem. Trzy wyroki śmierci wykonano 3 lutego 1915 roku, pozostałych skazanych wysłano do więzienia w czeskim Terezinie. Podczas przesiadki w Wiedniu tłum próbował ich zlinczować.